# Copălău (gmina)
Copălău – gmina w Rumunii, w okręgu Botoszany. Obejmuje miejscowości Cerbu, Copălău i Cotu. W 2011 roku liczyła 4053 mieszkańców.